# Kunstgewerbeschule Stettin
Die Kunstgewerbeschule Stettin wurde 1923 unter dem Namen „Werkschule für gestaltende Arbeit“ in Stettin gegründet und war damals eine der wichtigsten deutschen Ausbildungsstätten für die angewandten Künste. Ihre Blütezeit erlebte sie zwischen 1930 und 1933 in einem von Karl Weishaupt und Gregor Rosenbauer entworfenen Neubau am Grünhofer Marktplatz 3, dem heutigen Kilińskiego-Platz 3.

## Geschichte

### Vorläufer
Die Gründung einer privaten Kunst- und Kunstgewerbeschule durch den Maler und Grafiker Carl Christian Schmidt im Jahr 1906 markiert den Beginn der Kunsterziehung in Stettin. Im Jahr 1909 wurde seine Schule von der Stadt übernommen und unter dem Namen „Städtische Kunstgewerbliche Fachklasse“ geführt, um ein Jahr später als Abteilung in die „Städtischen Handwerker- und Kunstgewerbe-Fachklassen“ eingegliedert zu werden. Zu den Dozenten gehörten Carl Christian Schmidt, der Maler Oswald Polte, Franz Schütt, der Typografie, Plakat, Zeichnen und Malen lehrte, der Goldschmied Maximilian Herrlein, die Weberin Hanna Berning und der Bildhauer Franz Wulff. Der damalige Direktor war der Architekt Robert Fischborn. Neben Zeichnen und Malen standen auch Textildesign, Handarbeit, Bekleidungsdesign und Übungen zur Anwendung grafischer Techniken in der Plakatgestaltung, Illustration und Werbung auf dem Lehrplan, außerdem Metallarbeiten wie die Gestaltung von Geschirr, Ornamenten und Küchenutensilien. Die Schule führte auch Kurse zur Vorbereitung auf das staatliche Seminar für Zeichenlehrer durch. Im Jahr 1918 hatte die Schule etwa 80 Vollzeitstudierende und über 190 Wochenend- oder Abendstudierende.

### Gründung
Im Jahr 1920 beantragte der Stettiner Oberbürgermeister Friedrich Ackermann beim Preußischen Ministerium für Handel und Handwerk die Errichtung einer kunstgewerblichen Ausbildungsstätte für ganz Pommern auf der Grundlage der bestehenden Schule. Auf diesen Antrag hin kam Hermann Muthesius, Mitbegründer des Deutschen Werkbundes und Propagator neuer Ideen in Architektur und Kunst, selbst zu einer Besichtigung nach Stettin. Er war im Ministerium für die Ausbildung in Kunst und Handwerk zuständig. Bei der Inspektion wurden einige Schwachpunkte aufgedeckt, darunter ein nicht ausreichend umfangreicher Unterricht. Die bereits bestehenden Ateliers, darunter die für Textilien, Grafik, Malerei und Zeichnung, wurden jedoch positiv bewertet. Um das Profil der Einrichtung zu schärfen, wurde vereinbart, dass zusätzliche Kurse, wie z. B. Innenarchitektur, eingeführt und ein Architekt als Direktor eingestellt werden sollten. Walter Riezler, der damalige Direktor des Stettiner Stadtmuseums, ein einflussreiches Mitglied des Werkbundes und Chefredakteur des Presseorgans Die Form, war maßgeblich an der Entwicklung des neuen Profils der Schule beteiligt. Wie Muthesius war er ein Verfechter der Idee, das Handwerk zu erneuern und es als vollwertigen Kunstzweig zu behandeln. Anfänglich stießen die Änderungsvorschläge auf den Widerstand des bestehenden Personals, das sie für zu radikal hielt. Im Zuge der Veränderungen wurde der Mitarbeiterstab jedoch um einige neue Mitglieder erweitert, darunter die Maler Hanns Schubert und Werner Godow sowie der Tischler Richard Schwarzer. Diese Änderungen hatten Muthesius jedoch nicht beruhigt.
Bei seinem nächsten Besuch rühmte er die Ateliers von Oswald Polte, Hanns Schubert und Richard Schwarzer, stellte aber gleichzeitig noch einige Defizite fest, z. B. im Textilatelier oder im Atelier von Carl Christian Schmidt. 1923 beschloss die Stadtverwaltung auf Anraten von Muthesius, Gregor Rosenbauer als Schulleiter einzustellen. 1924 kam Kurt Schwerdtfeger als Leiter der Fachabteilung für Plastik zu ihm. Im Jahr 1925 wurden Gregor Rosenbauer, Carl Christian Schmidt und der Leiter der Webereiklasse, Oswald Polte, zu Professoren ernannt. Im Jahr 1927 wurde Friedrich Becker zum Leiter der Klasse für Goldschmiedekunst und Emaille ernannt. Der Innenarchitekt Richard Schwarzer und der Tischler B. Sonsbrowski leiteten eine auf den Möbelbau spezialisierte Schreinerei. Walter Riezler und Otto Holtze unterrichteten theoretische Fächer und Kunstgeschichte. 1927, nach dem Tod von Oswald Polte, übernahm Else Mögelin die Leitung der Textilwerkstatt. Im Jahr 1929 stellte Direktor Rosenbauer zusätzlich den Maler und Grafiker Friedrich Eberhardt in der Klasse der Dekorationsmalerei ein.
Im Jahr 1930 zog die Schule in ihr neues Gebäude am Grünhofer Markt 3 (heute Kilinskiego-Platz 3). Das Gebäude wurde nach einem gemeinsamen Entwurf von Rosenbauer und Karl Weishaupt, Stadtbaurat, errichtet. Es bestand aus sieben miteinander verbundenen drei- bis fünfstöckigen Backsteingebäuden mit Flachdach. Die Schule war in dem vierstöckigen Nordflügel untergebracht, der mit den Werkstätten für Keramik, Bildhauerei, Goldschmiede und Emaillierer verbunden war. Der Direktor sorgte dafür, dass der Schulgebäudekomplex und der Lehrplan den neuesten Standards entsprachen. Gemeinsam mit Walter Riezler sorgte er dafür, dass die Studierenden die Möglichkeit hatten, sich über die neuesten Trends in Kunst und Design zu informieren. Viele von ihnen nahmen an Wettbewerben teil und waren erfolgreich. Im Jahr 1932 zeigte das Stadtmuseum eine Ausstellung mit dem Titel „Bildwirkereien und Textilien“. Die Arbeiten der „Fachabteilung für Künstlerische Frauenarbeiten“ und seine Leiterin, Else Mögelin. Walter Riezler lud bekannte Persönlichkeiten aus der Welt der zeitgenössischen Kunst zu Gastvorlesungen an die Stettiner Schule ein. Zu ihnen gehörten u. a. Peter Behrens, der Bildhauer Bernhard Bleeker und bekannte Kunsthistoriker wie Wilhelm Pinder und Julius Meier-Graefe. Direktor Rosenbauer lud Johannes Itten ein und organisierte seine Gastvorträge. 1931 war auch Ludwig Mies van der Rohe als Gastdozent anwesend.

### Blütezeit
Stettin wurde für kurze Zeit zu einem sehr wichtigen Ort auf der Landkarte der Ausstellungen moderner Kunst. Neben dem 1916 gegründeten Pommerschen Künstlerbund waren es Gruppen wie Norddeutsche Sezession und seit 1928 die Norddeutsche Ausstellungsvereinigung. In ihren Ausstellungen wurden unter anderem Werke von folgenden Künstlern gezeigt: Lyonel Feininger, Karl Hoffer, Paul Klee, Oskar Schlemmer, Otto Dix, Georg Grosz und Kurt Schwerdtfeger. Am 13. Januar 1930 wurde auf Initiative des Direktors Gregor Rosenbauer und eines Itten-Schülers, des Malers, Grafikers und Lehrers Friedrich Bernhardt, sowie Itten selbst, die Gruppe „Das Neue Pommern“ gegründet. Der Maler Friedrich Eberhardt, der Bildhauer Kurt Schwerdtfeger, die Textilkünstlerin Else Mögelin und Friedrich Becker, der Metallbearbeitungslehrer, spielten führende Rollen. Bis 1933 waren Oskar Schlemmer, Ludwig Mies van der Rohe, Willi Baumeister sowie ständig in Pommern tätige Künstler, darunter Absolventen der Stettiner Kunstgewerbeschule wie Julo Levin, Lotte Usadel und Egon Engelien, beteiligt.

### Auflösung der Gruppe „Das Neue Pommern“
Im Jahr 1933 wurde die Gruppe von der NSDAP gezwungen, ihre Aktivitäten einzustellen, und wurde daraufhin aufgelöst. Ein Jahr später wurde Direktor Gregor Rosenbauer in den vorzeitigen Ruhestand versetzt, weil er sich weigerte, nationalsozialistische Erziehungsmethoden in seiner Schule einzuführen. Franz Schütt verließ die Schule, 1936 wurde Friedrich Eberhardt entlassen und im folgenden Jahr auch Kurt Schwerdtfeger.